# Солом'яний щит
Солом'яний щит (яп. 藁の楯, Wara no Tate) — японський шпигунський трилер 2013 року режисера Міїке Такасі. Фільм був номінований на Золоту пальмову гілку Каннського кінофестивалю 2013 року і вийшов на екрани 26 квітня 2013 року.

## Сюжет
Невиліковно хворий мільярдер Нінагава впливова людина в японській політиці з корумпованими зв'язками. Його 7-річну онуку вбиває психопат Куніхіде Кіомару. Скоївши зухвале вбивство семирічної дівчинки, Кіомару здається в поліцейське управління префектури Фукуока. Нінагава наважується на відчайдушний крок, бажаючи помститися маніяку. Він дає оголошення в трьох найбільших японських газетах про те, що заплатить 1 000 000 000 єн будь-кому, хто знайде спосіб знищити Куніхіто. Незабаром на вбивцю відкривається справжнісіньке полювання, а захищати Кіомару покликана п'ятірка детективів з поліції безпеки Департаменту поліції Токіо на чолі з честолюбним лейтенантом Казукі Мекарі…

## У ролях
- Такао Осава — Кадзукі Мекарі
- Нанако Мацусіма — Ацуко Сірайва
- Тацуя Фудзівара — Куніхіде Кійомару
- Масато Ібу — Кендзі Секія
- Кенто Нагаяма — Масакі Каміхаші
- Хіротаро Хонда — Окі
- Кіміко Йо — Чікако Юрі
- Цутому Ямазакі — Нінаґава

## Фільмування
Зйомки розпочалися 19 серпня 2012 року і проходили в Японії, переважно в префектурах Айті та Міє, а також на Тайвані. Після того, як компанія «Сінкансен» відмовила у проведенні зйомок на борту свого рухомого складу, у вересні того ж року за підтримки Тайванської кінокомісії сцени в потязі зняли на Тайванській швидкісній залізниці.

## Ремейк
24 жовтня 2016 року оголосили, що EuropaCorp планує англомовний ремейк, сценарій якого напишуть Крейтон Ротенбергер і Катрін Бенедикт, а продюсуватимуть його Кріс Вайц з Depth of Field, Ендрю Міано і Ден Балгоєн, Сенді Кліман і Еннмарі Бейлі з All Nippon Entertainment Works та Наоакі Кітаджіма з Nippon Television.